# Lambingan
Lambingan è un film del 1940 diretto da Lorenzo P. Tuells, con protagonisti Carmen Rosales, Rogelio de la Rosa e Precioso Palma.
Tra le più importanti pellicole filippine dell'era prebellica, vide la collaborazione fra la LVN e la Sampaguita Pictures. Si tratta inoltre di uno dei film del sodalizio cinematografico Rosales-de la Rosa, di grande successo durante gli anni quaranta.